# Hyakumantō Darani

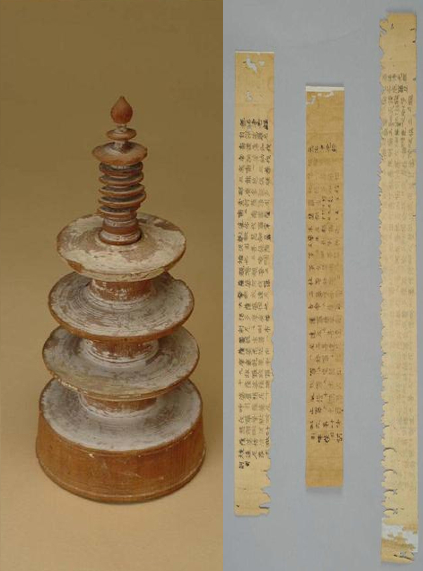
Holzpagode und Gebets-Papierröllchen (Nationale Parlamentsbibliothek)

Die Hyakumantō Darani (百万塔陀羅尼) oder „Eine Million Pagoden und Dharani-Gebete“ sind ein berühmtes buddhistisches Blockdruckunternehmen und der älteste materielle Nachweis des Buchdrucks in Japan.
Diese Drucke wurden im Auftrag der Shōtoku-Tennō 764–770 mit Kupfer- oder Holzblöcken hergestellt. Eine Dharani ist ein indischer Zauberspruch ähnlich einem Mantra, jedoch wesentlich länger. Das vorliegende Vimala nirbhasa Sūtra war von dem tocharischen buddhistischen Missionar Mitraśanta 704 ins Chinesische mit dem Titel Wugou jingguang tuoloni jing 無垢浄光陀羅尼 übersetzt worden. In Japan wurde es sinojapanisch Mukujōkōdarani gelesen.
Die angeblich 1 Million bedruckter Papierröllchen in kleinen Holzpagoden wurden als Hyakumantō Darani viel bekannter. Sie wurden an zehn japanische Klöster verteilt. Im Hōryū-ji-Tempel bei Nara sind noch ca. 40.000 erhalten, viele gelangten auch ins Ausland.
In Deutschland befinden sich in Berlin ein Exemplar (SB, Stiftung Preußischer Kulturbesitz), zwei Exemplare in München (Deutsches Museum, Bayerische Staatsbibliothek), eines in Mainz (Gutenberg-Museum) und eines in Leipzig (Deutsches Buch- und Schriftmuseum).
Die Drucklegung wurde um 770 vollendet und kostete einen solch hohen Geldbetrag, dass die Drucktechnik sich in Japan bis zum Ende des 16. Jahrhunderts auf Klöster und die Produktion und Verteilung von Büchern weitgehend auf handschriftliche Kopien beschränkte.
In einer Pagode des Tempels Bulguksa in Gyeongju, Korea, wurde 1966 ein Druck des gleichen Textes aus der ersten Hälfte des 8. Jahrhunderts geborgen. Ein Faksimile wird im Museum of Korean Culture in Incheon gezeigt.